# إليزابيث بورنس (كاتبة)
إليزابيث بورنس (بالإنجليزية: Elizabeth Burns)‏ هي كاتِبة بريطانية، ولدت في القرن العشرين.